# Convair
Convair foi uma fabricante de aviões norte-americana, que mais tarde expandiu-se para os foguetes e naves espaciais.
A empresa foi formada em 1943 pela fusão da Consolidated Aircraft e Vultee Aircraft, e passou a produzir aeronaves pioneiras como o bombardeiro Convair B-36, os caças F-102 Delta Dagger e F-106 Delta Dart. Ela também fabricou os primeiros foguetes Atlas, incluindo os foguetes que foram usadas para os voos orbitais tripulados, pioneiros do Projeto Mercury. A Convair também produziu os foguetes Atlas-Centaur, que permanecem em uso. Durante a Guerra Fria, a Convair produziu misseis militares.
Em 1994, a maioria das divisões da empresa foram vendidas pela então proprietária General Dynamics, para a McDonnell Douglas e Lockheed Martin, com as divisões restantes desativadas em 1996.

## Aeronaves
Aeronaves da Convair (em ordem dos primeiros voos):
- XP-81 (1945)
- XA-44 (nunca completado)
- B-36 (1946) Apaziguador
- XB-53 (nunca completado)
- XB-46 (1947)
- Convairliner (1947)
- XC-99 (1947)
- Model 37 (versão civil do XC-99, nunca construído)
- Convair XF-92A (1948)
- YB-60 (1952)
- F-102 Delta Dagger (1953)
- F2Y Sea Dart (1953)
- R3Y Tradewind (1954)
- Convair XFY-1 (1954) "Pogo"
- Convair 240—teve muitos semelhantes, incluindo CV 340, CV 440 Metropolitan, C-131 Samaritan, R4Y and T-29
- Convair 540 (1955)
- Convair 580
- Convair 5800
- Convair B-58 Hustler (1956)
- F-106 Delta Dart (1956)
- Convair X-11 (1957)
- Convair 880 (1959)
- Convair 990 (1961) "Coronado"
- Convair CV-600 (1965)